# Théorème de Thomas

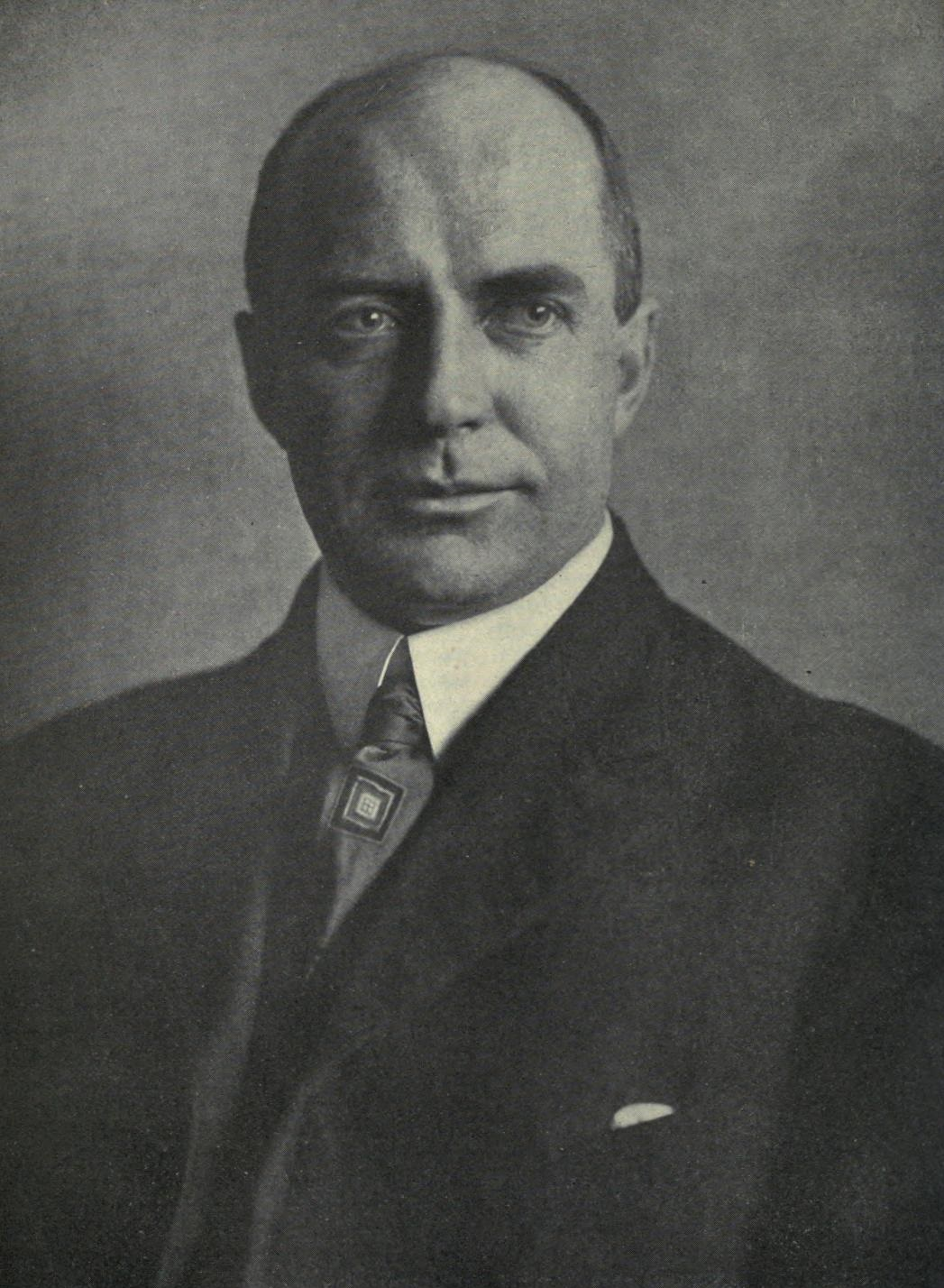
William Isaac Thomas

Le théorème de Thomas rend compte du fait que les comportements des individus s'expliquent par leur perception de la réalité et non par la réalité elle-même. Il a été formulé à diverses reprises par le sociologue américain William Isaac Thomas. Sa forme la plus célèbre est : « If men define situations as real, they are real in their consequences » (Si les hommes définissent des situations comme réelles, alors elles sont réelles dans leurs conséquences).

## De la définition de la situation au théorème de Thomas
En 1923, Thomas présente dans The Unadjusted Girl la notion de définition de la situation. La définition de la situation est selon lui le moment préalable à l'action durant laquelle l'individu examine la situation à laquelle il fait face et réfléchit à ce qu'il souhaite faire. Contrairement au modèle behavioriste, il affirme ainsi que l'action n'est pas la réponse automatique à un stimulus, mais qu'elle résulte d'un point de vue particulier sur une situation donnée. Thomas considère notamment que les individus tendent à définir la situation de façon hédoniste (recherchant d'abord le plaisir), tandis que la société leur enjoint de la définir de façon utilitaire (plaçant la sécurité au premier plan).
En 1928, Thomas enrichit son analyse dans The Child in America. Puisque la définition de la situation qu'un individu produit constitue un préalable à son action, alors pour saisir les comportements individuels il ne faut pas se référer à la réalité mais à la façon dont les individus la perçoivent. Cette assertion exprime l'importance qui doit être accordée dans l'explication sociologique aux représentations, même fausses, qui prennent une plus grande importance que la réalité objective.
À partir du théorème de Thomas, on comprend cette phrase : « Si je pense que M. X est un homme plein de sagesse, j'écouterai ses paroles avec attention, même s'il me demande du sel ». Bien que les paroles de M. X soient en l'occurrence triviales, la personne se comporte conformément à sa définition de la situation : M. X est un sage dont il faut toujours écouter attentivement les paroles.

## Postérité du théorème de Thomas
Thomas n'a pas revendiqué la production d'un théorème. C'est Robert King Merton, dans Éléments de théorie et Méthode sociologique, qui a baptisé « théorème de Thomas » l'idée que les représentations des individus avaient une influence sur la réalité. Il en a déduit deux notions, celles de prophétie autoréalisatrice et prophétie autodestructrice. La prophétie autoréalisatrice est un fait qui, bien que ne devant pas se réaliser, devient vrai parce que les individus croient qu'il va advenir. Au contraire, la prophétie autodestructrice devait se réaliser mais ne se réalise pas parce que la croyance des individus les amène à modifier leur comportement.
Sans qu'une filiation soit toujours revendiquée, de nombreuses théories sociologiques comme l'interactionnisme symbolique de Blumer, l'approche dramaturgique de Goffman, le constructivisme de Berger et Luckmann ou l'effet Pygmalion de Rosenthal sont en partie inspirées par le théorème de Thomas.